# 蘇魯帕納山
14°37′42″S 70°06′36″W / 14.62833°S 70.11000°W
蘇魯帕納山（Surupana），是秘魯的山峰，位於該國東南部普諾大區，由阿桑加羅省的聖何塞區負責管轄，屬於安地斯山脈的一部分，海拔高度5,162米。